# Mendoncia gilva
Mendoncia gilva är en akantusväxtart som beskrevs av Emery Clarence Leonard. Mendoncia gilva ingår i släktet Mendoncia och familjen akantusväxter. Inga underarter finns listade i Catalogue of Life.